# 야니서 케망
야니서 케망(네덜란드어: Janice Cayman, 1988년 10월 12일 ~ )은 벨기에의 여자 축구 선수로 현재 잉글랜드 FA 여자 슈퍼리그의 레스터 시티 위민에서 공격형 미드필더로 활약하고 있으며 벨기에 여자 축구 국가대표팀 역사상 국제 A매치 최다 출전자이다.

## 클럽 경력
2005년에 엑셀시오르 카르트에 입단하면서 선수 생활을 시작했으며 2006년에는 렌테존 베이르서로 이적했다. 2007년부터 2008년까지 OH 뢰번에서 뛰었고 2008년부터 2009년까지 KVK 티넌-하헬란트에서 뛰었다. 2009년에는 팰리 블루스로 이적했다.
2009년부터 2012년까지 미국 플로리다 주립 대학교 산하 여자 축구 클럽인 플로리다 스테이트 세미놀스 소속으로 활약했으며 48경기에 출전하면서 16골을 기록했다. 특히 2009 시즌에서는 팀의 USL W리그 우승에 기여했다. 2012년부터 2016년까지 프랑스의 여자 축구 클럽인 FCF 쥐비지 소속으로 활약했고 90경기에 출전하여 13골을 기록했다.
2016년에는 미국의 여자 축구 클럽인 웨스턴 뉴욕 플래시로 이적했고 2016 시즌에서 팀의 내셔널 위민스 사커 리그 우승을 이끌었다. 2017년에는 프랑스의 몽펠리에 HSC로 이적했다.

## 국가대표 경력
2007년 5월 5일에 열린 스위스와의 UEFA 여자 유로 2009 예선 경기에 처음 출전하면서 벨기에 여자 축구 국가대표팀 선수로 데뷔했다. 2016년 알가르브컵에서는 4골을 기록하여 대회 최다 득점자에 올랐다.